# Parque Lineal Cainguás
El Parque Lineal Urbano Cainguás, es un paseo urbano arbolado que atraviesa la zona céntrica de la localidad de Aristóbulo del Valle (Misiones), Argentina; se halla flanqueado por la avenida de Las Américas que funciona de nexo entre las rutas Provincial 7 y Nacional 14 (km 929). Considerado Patrimonio Cultural de Aristóbulo del Valle, es resguardado mediante la Ordenanza 350/06. El Parque surge con la finalidad de valorizar el encantador paisaje de la zona preservando su patrimonio natural y cultural. 

## Características
Se halla constituido por dos rotondas y ocho tramos, a través de cuyo recorrido permite el acceso a diversos atractivos entre los que se encuentran el Museo de Esculturas Contemporáneas al Aire Libre, espacio donde se reúne y conserva el trabajo de varios artistas argentinos dedicados a crear a partir de materiales provistos por la selva; y el Jardín Botánico de Palmeras, cuyo propósito es reunir cerca de 150 especies vegetales.
Integrando desniveles, vegetación y arte, este parque se alza en el centro de la ciudad interactuando con la vida urbana cotidiana
Diseñado a finales de 1988 por el arquitecto paisajista Pradial Gutiérrez (c. 1930) y Nora Jofré Ocampo (c.1950), el parque constituye hoy un punto de encuentro y recreación de los lugareños.

## Museo de Esculturas al Aire Libre
El Parque Lineal Urbano Cainguás es también un Museo de Esculturas al Aire Libre es único en su tipo en Misiones y uno de los primeros en el NEA argentino. El pintoresco paseo, orgullo de lugareños y admirado por visitantes, obtuvo distinciones internacionales Es considerado como Patrimonio Cultural y Natural de la Provincia de Misiones. En él se encuentra emplazado el Museo de Esculturas Contemporáneas, único museo de su estilo en la provincia y que reúne el trabajo de artistas nacionales con los elementos obtenidos de la naturaleza misionera. 

Su superficie es de unas 8 has. y es el elemento unificador de la ciudad, en el que se reafirma con claridad el valor de la flora autóctona. Sus 2 rotondas, que delimitan los extremos de sus 9 tramos originales, caracterizan lo que para muchos es un paseo "único es su tipo en Sudamérica". Los tramos 4º y 5º (respecto de la RN 14 en sentido hacia la RP 7), albergan el mayor número de esculturas. Entre ellas se encuentran:

## Obras
1. Homenaje al colono pionero - Julián AcostaObra realizada por Julián Agosta en el año 1988

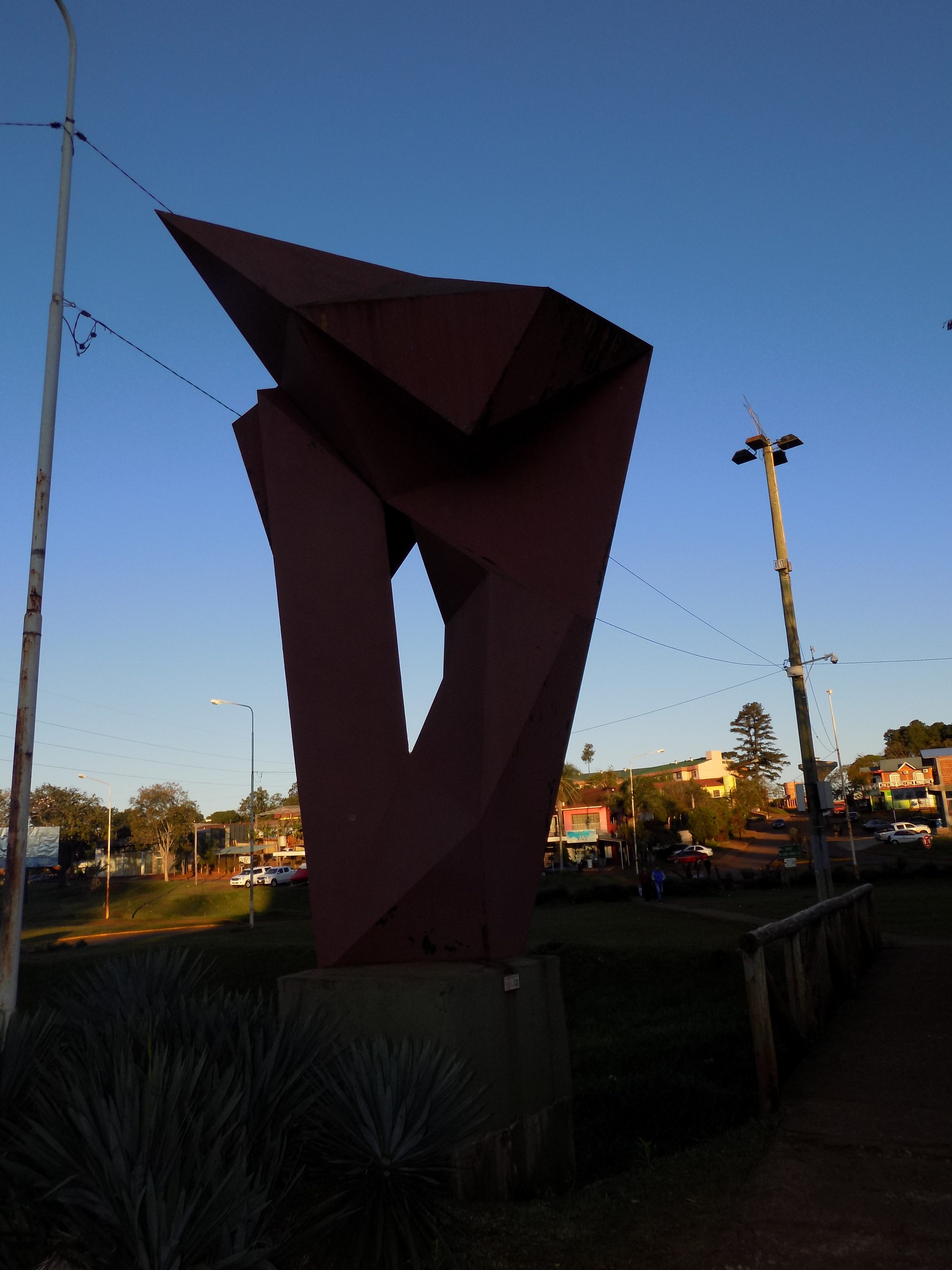
Obra realizada por Julián Agosta en el año 1988

2. Escultura eólica - Enrique Romano
3. Vampiro - Arturo GastaldoObra realizada por Arturo Gastaldo en el año 1980
4. Formas - Pradial Gutiérrez

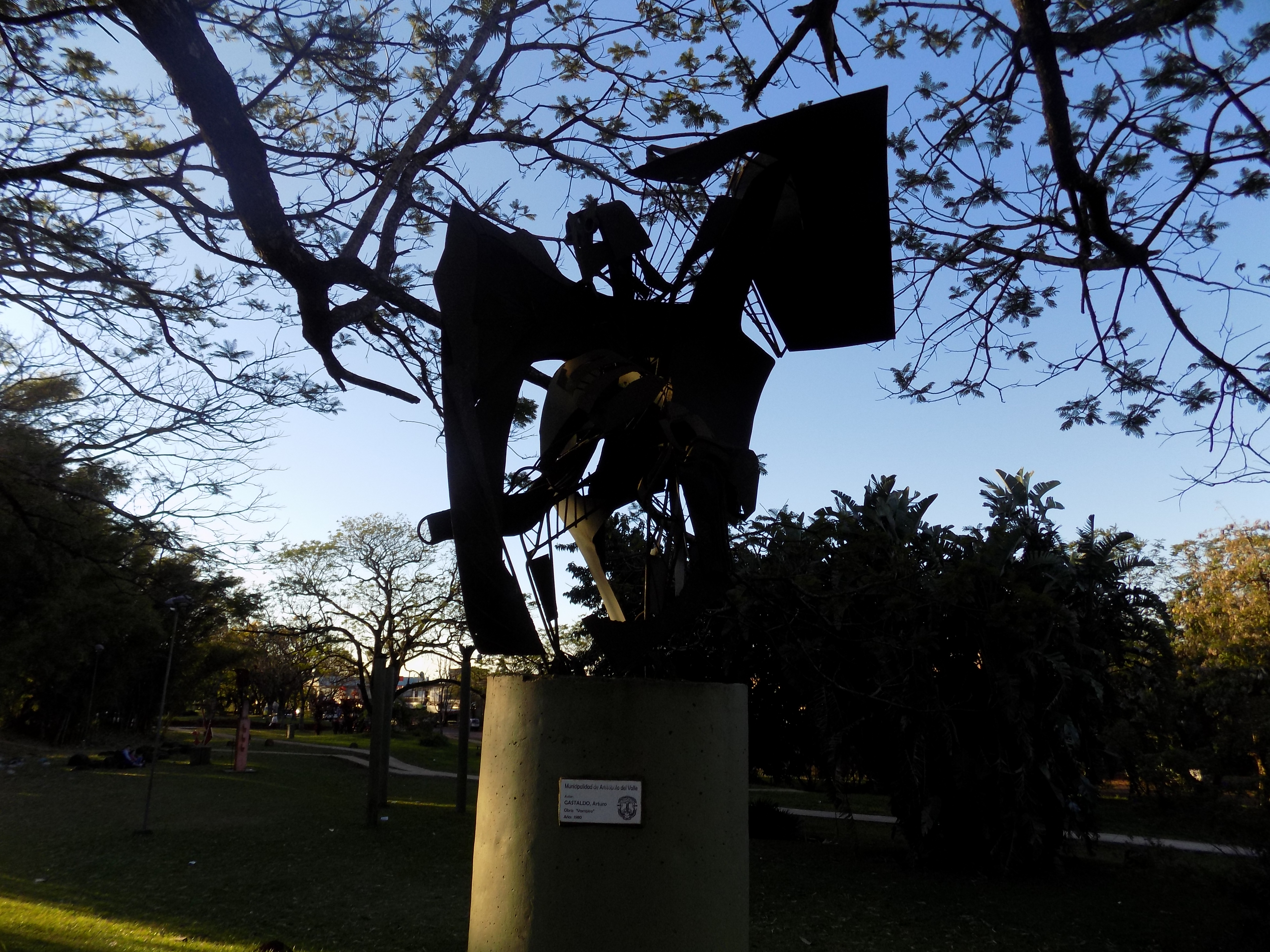
Obra realizada por Arturo Gastaldo en el año 1980

5. La era de la mecánica - Enrique RomanoObra realizada por Enrique Romano, en el año 1987

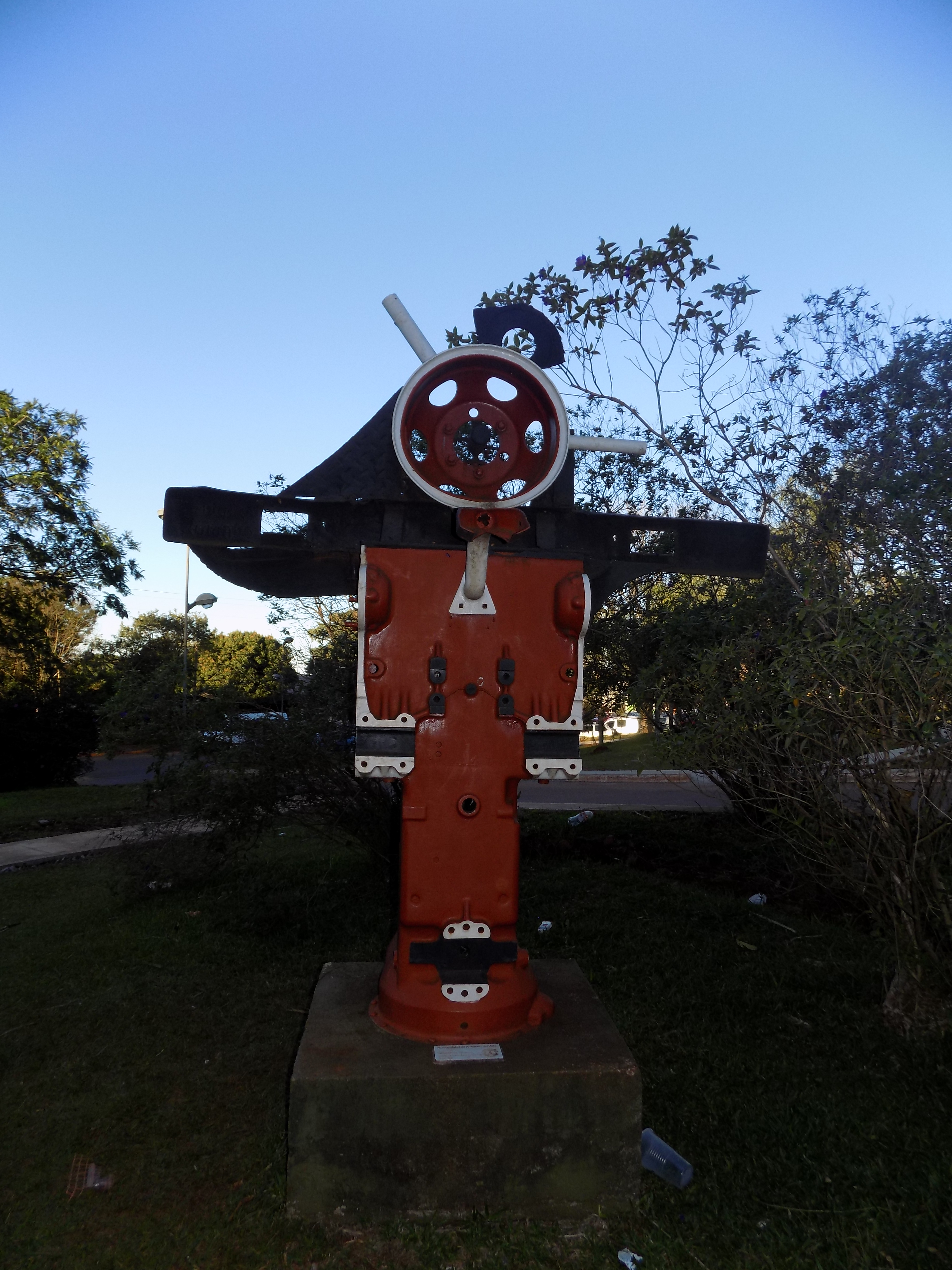
Obra realizada por Enrique Romano, en el año 1987

6. El ascenso - Adrián DoradoObra realizada por Adrián Dorado en el año 1988

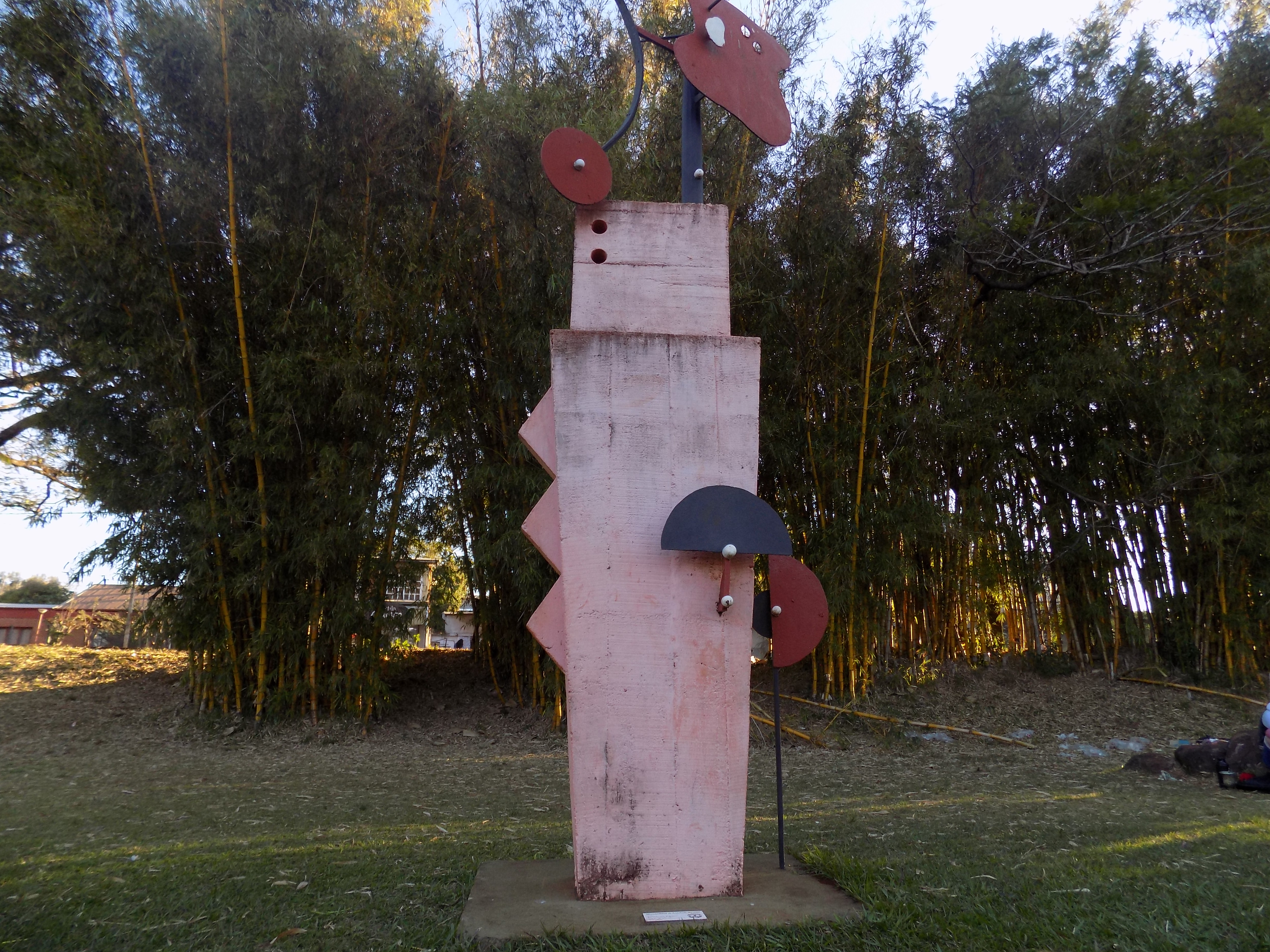
Obra realizada por Adrián Dorado en el año 1988

7. Padre e hijo - Adrián DoradoObra realizada por Adrián Dorado en el año 1988
8. Mujer - [s/d]

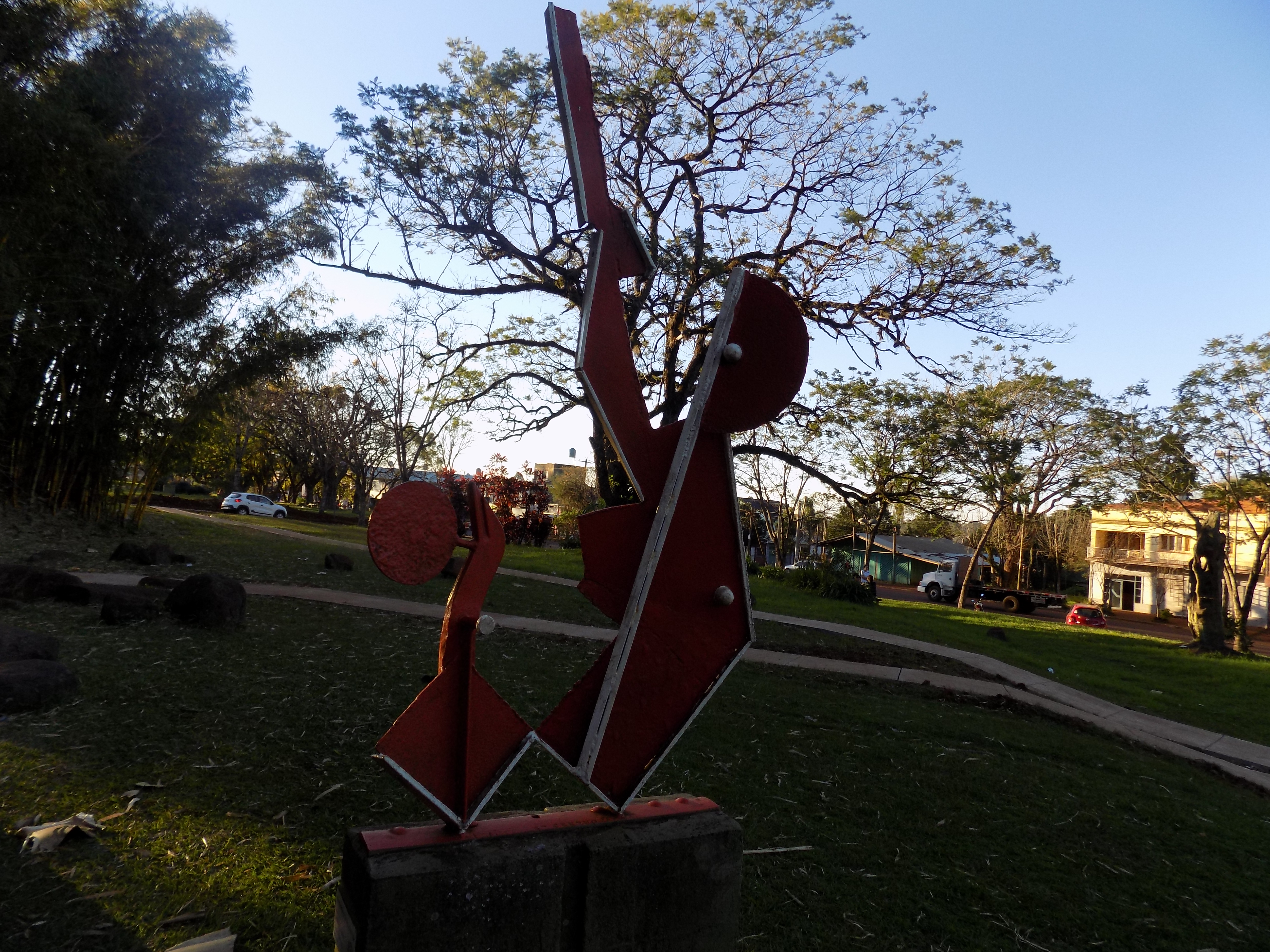
Obra realizada por Adrián Dorado en el año 1988

9. Esferas en expansión - Ferruccio PolaccoObra realizada por Polacco Ferruchio, en el año 1976
10. El abrazo - Pradial Gutiérrez

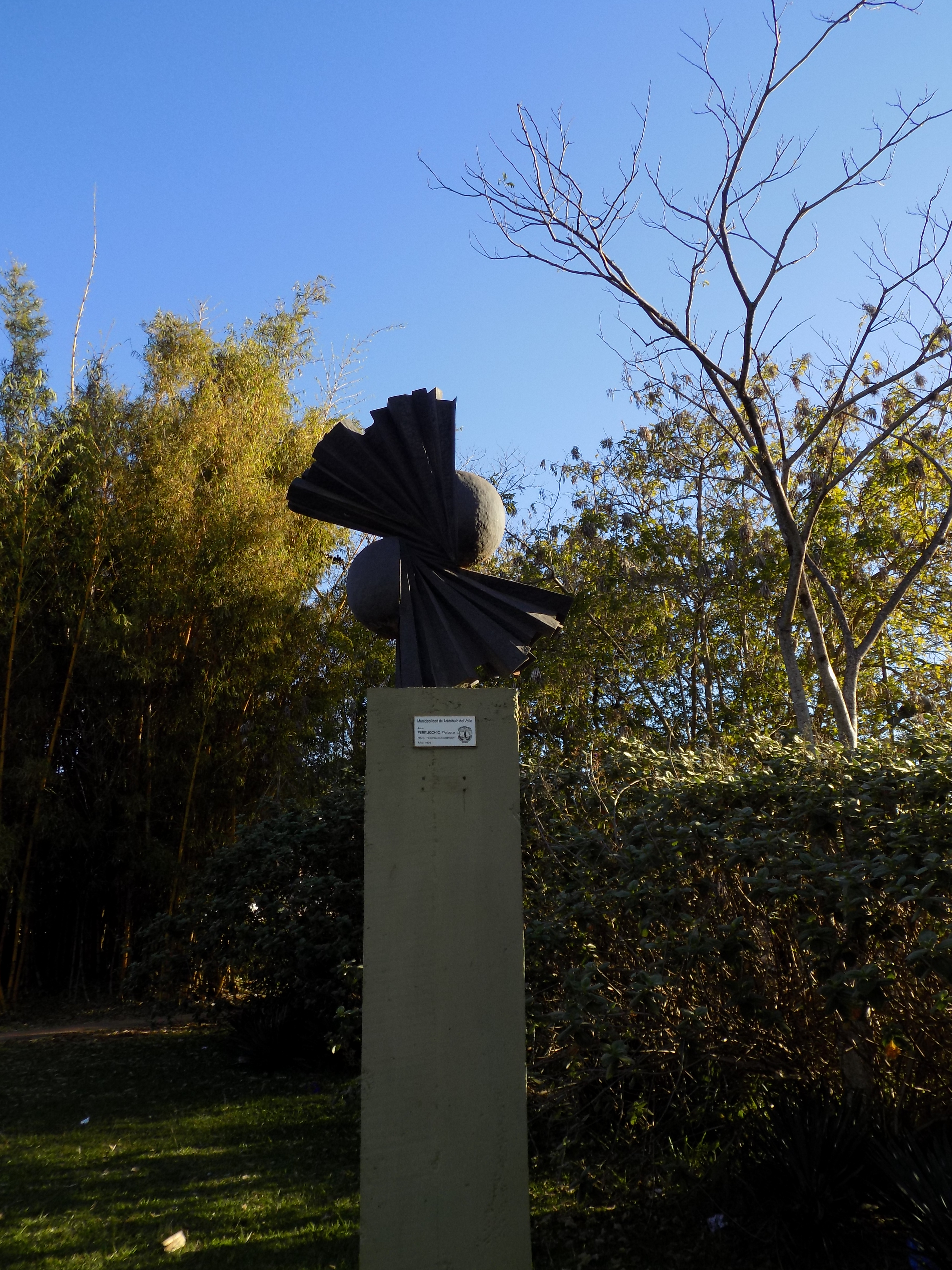
Obra realizada por Polacco Ferruchio, en el año 1976

11. Árbol de hierro y pájaros - Pedro SuñerObra realizada por Pedro Suñer, en el año 1987

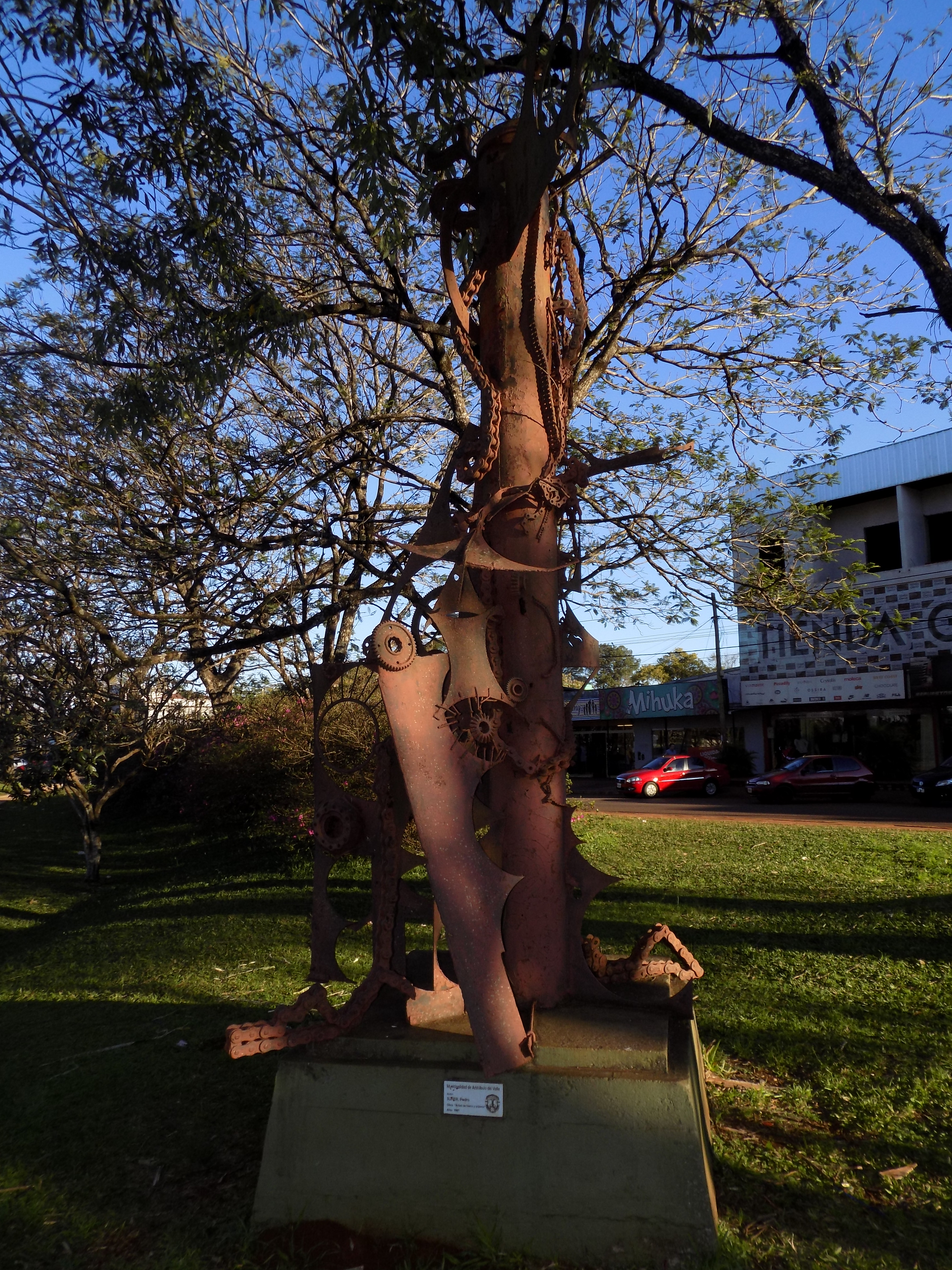
Obra realizada por Pedro Suñer, en el año 1987

12. Flor de hierro - Pedro SuñerObra realizada por Pedro Suñer en el año 1965
13. Yo mujer - Mariza Álvez

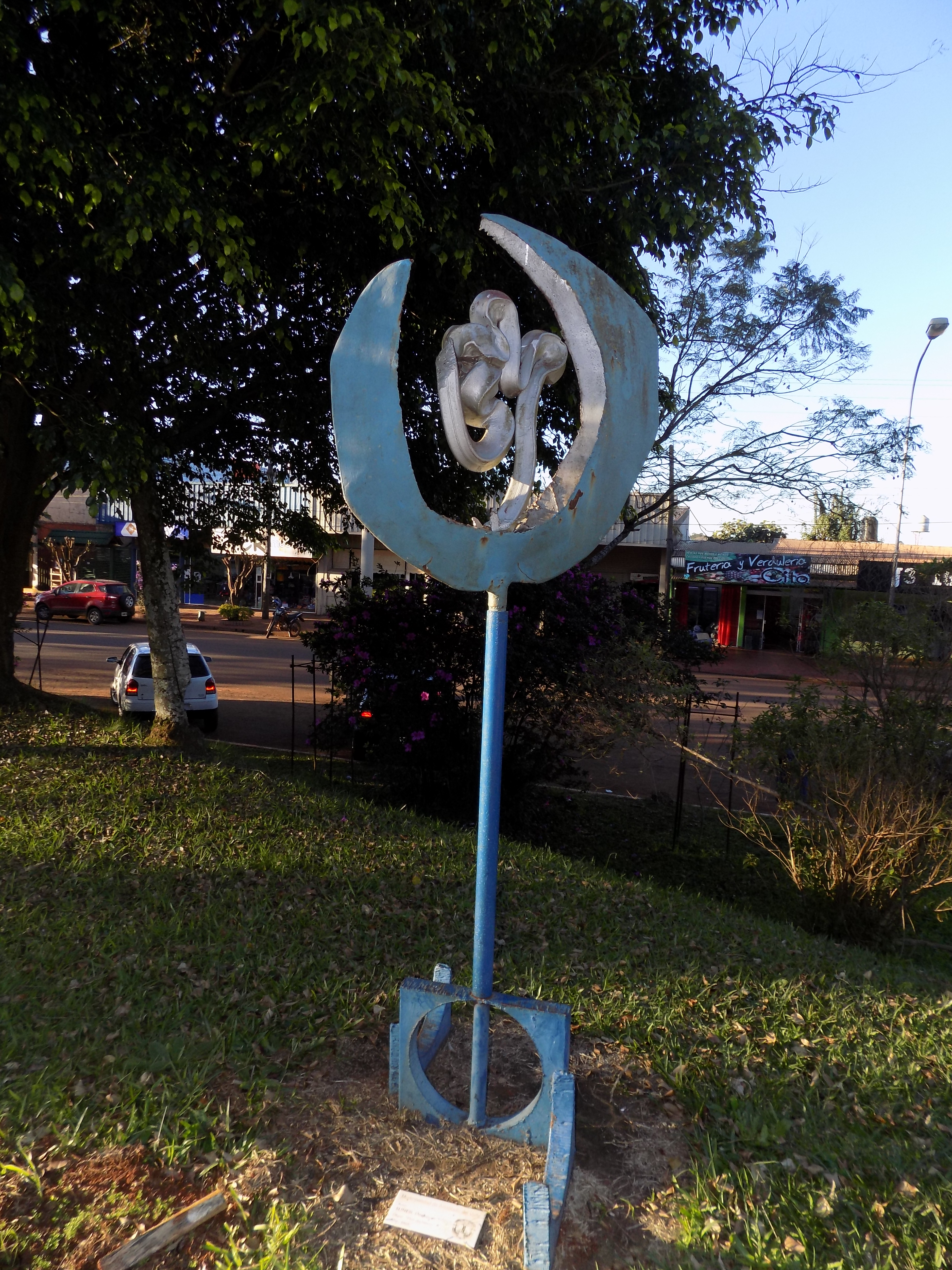
Obra realizada por Pedro Suñer en el año 1965

14. Composición geométrica - Julián AcostaObra realizada por  Julián Agosta, en el año 1986

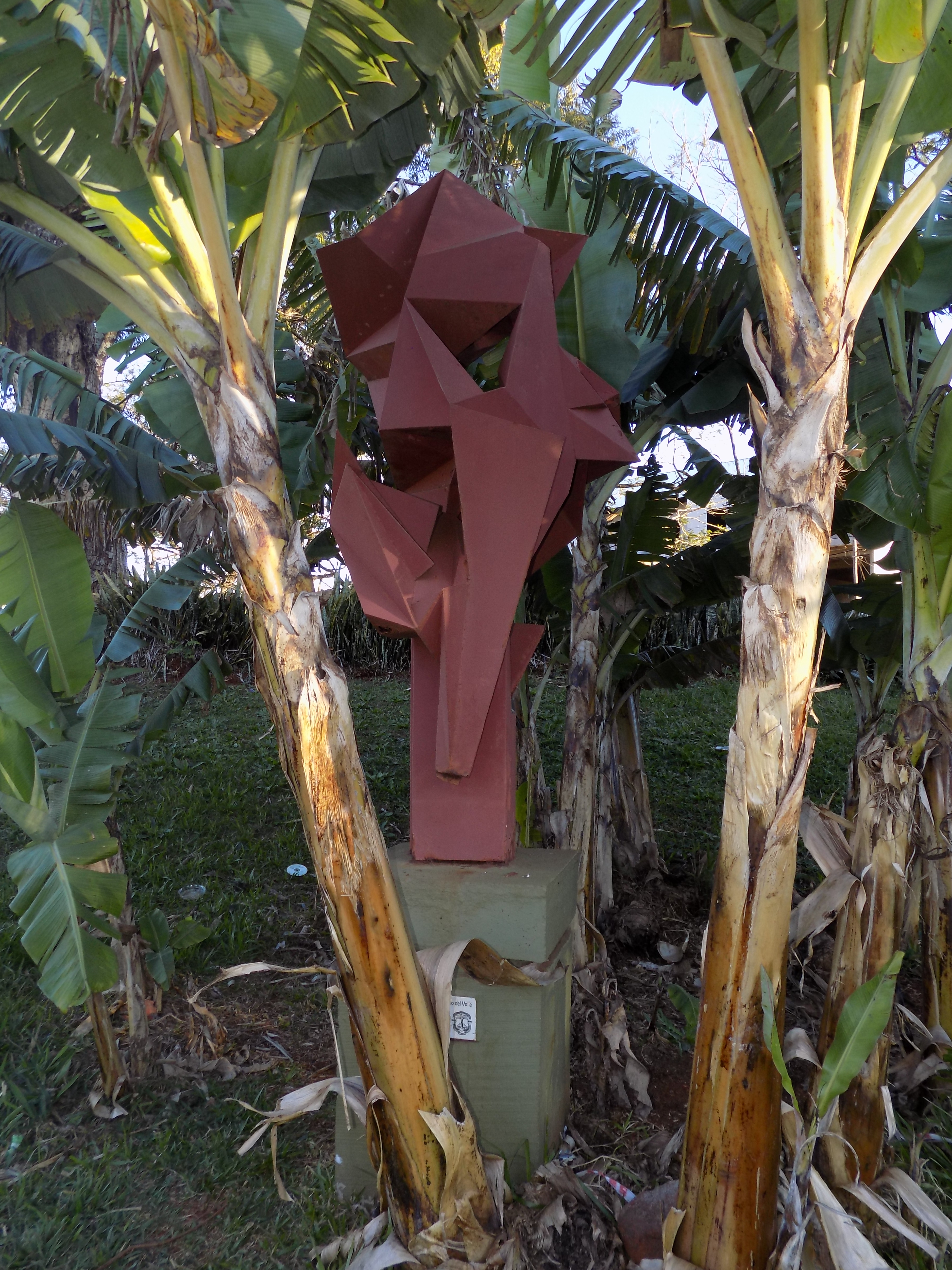
Obra realizada por Julián Agosta, en el año 1986

15. Tarefera - Abelardo FerreyraObra realizada por Abelardo Ferrera, en el año 1982
16. Homenaje a Barbara Hepworth -

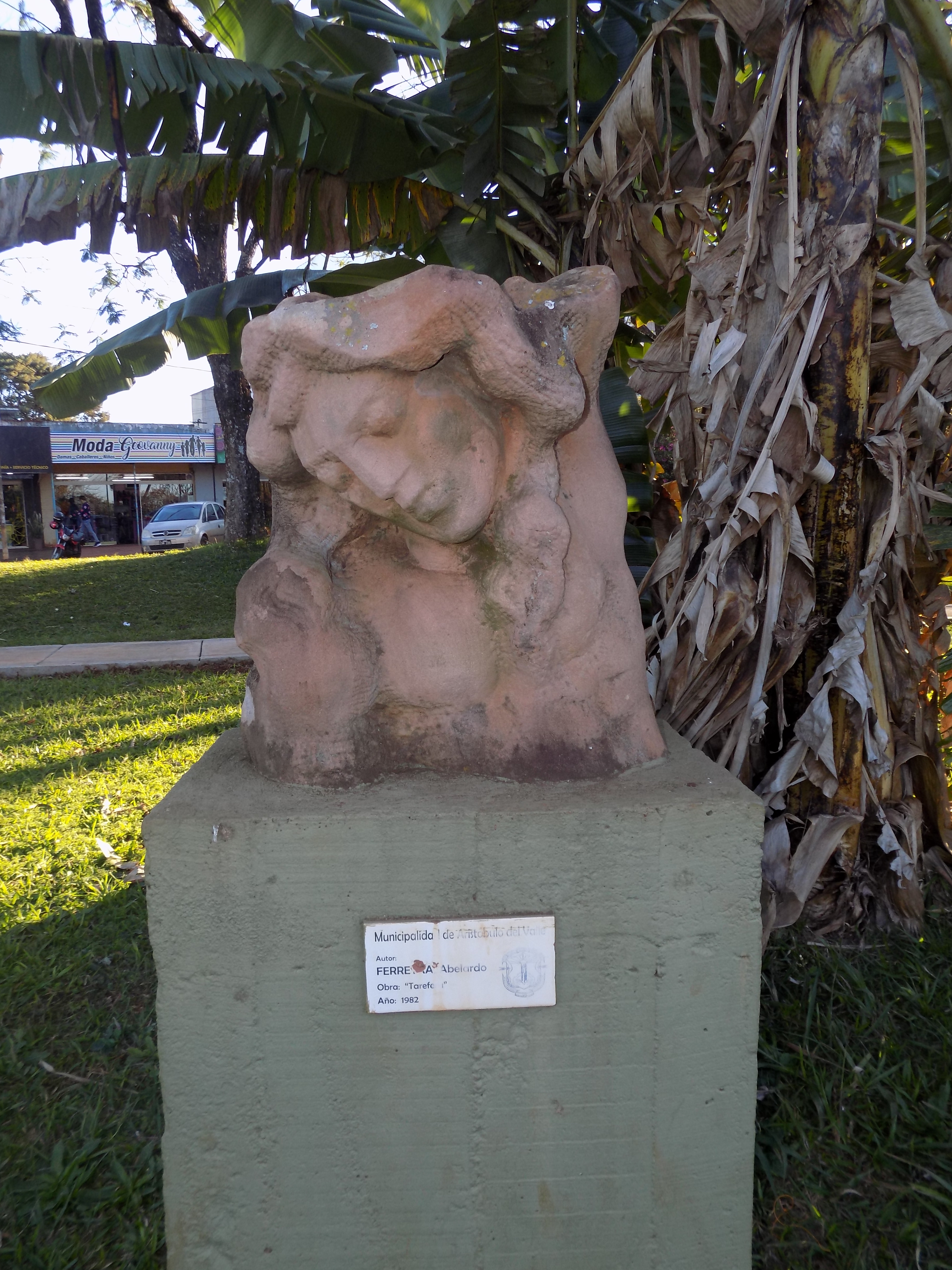
Obra realizada por Abelardo Ferrera, en el año 1982

17. Pájaro - Marina Sinjeakov AndreieiwskyObra realizada por Marina Sinjeakov Andreiewsky, en el año 1986

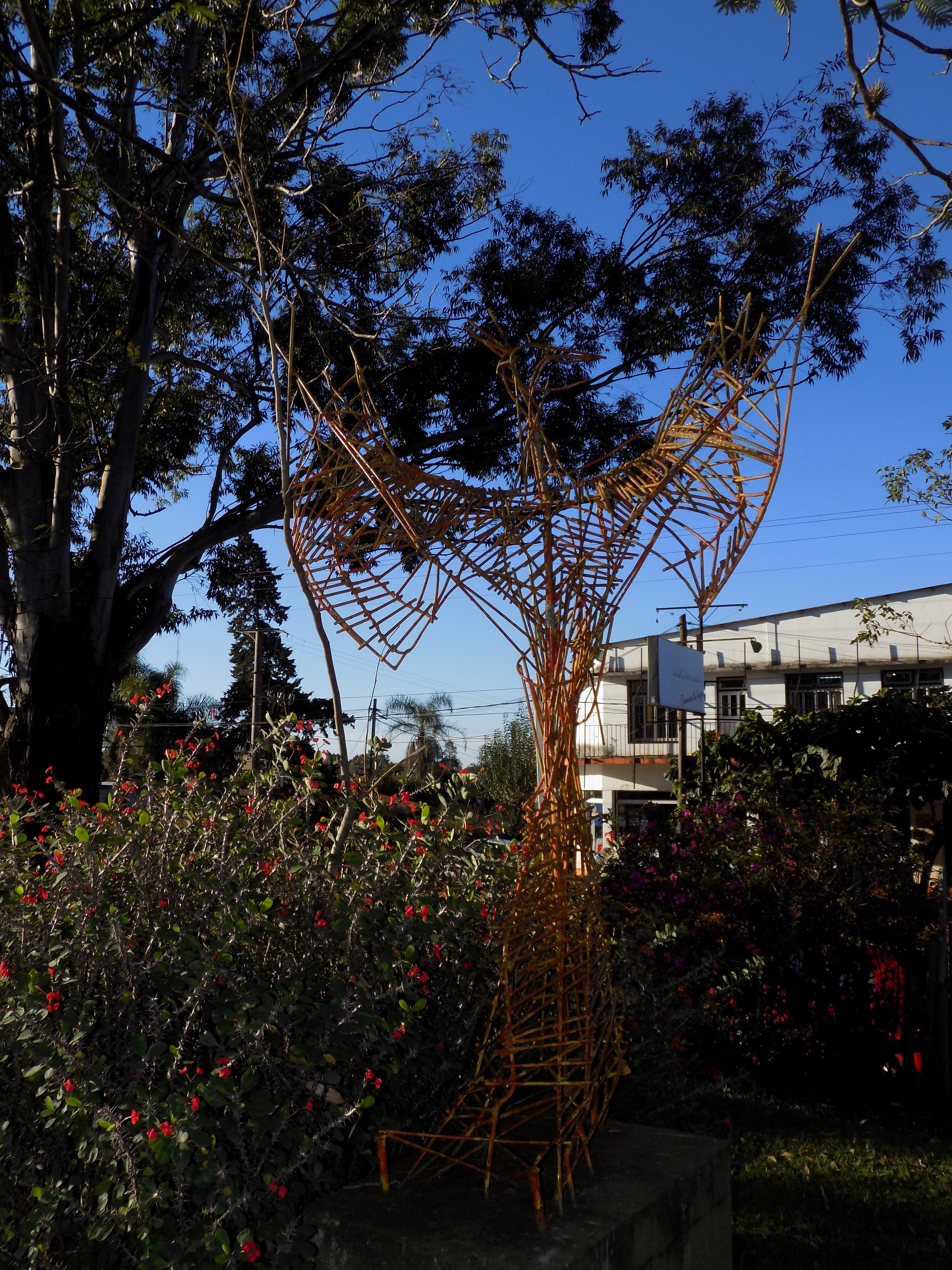
Obra realizada por Marina Sinjeakov Andreiewsky, en el año 1986

18. Llenaremos este barco de semillas, pan y cantos - Pedro SuñerObra realizada por Pedro Suñer, en el año 1987

1. Hacia lo Alto - Isabel López

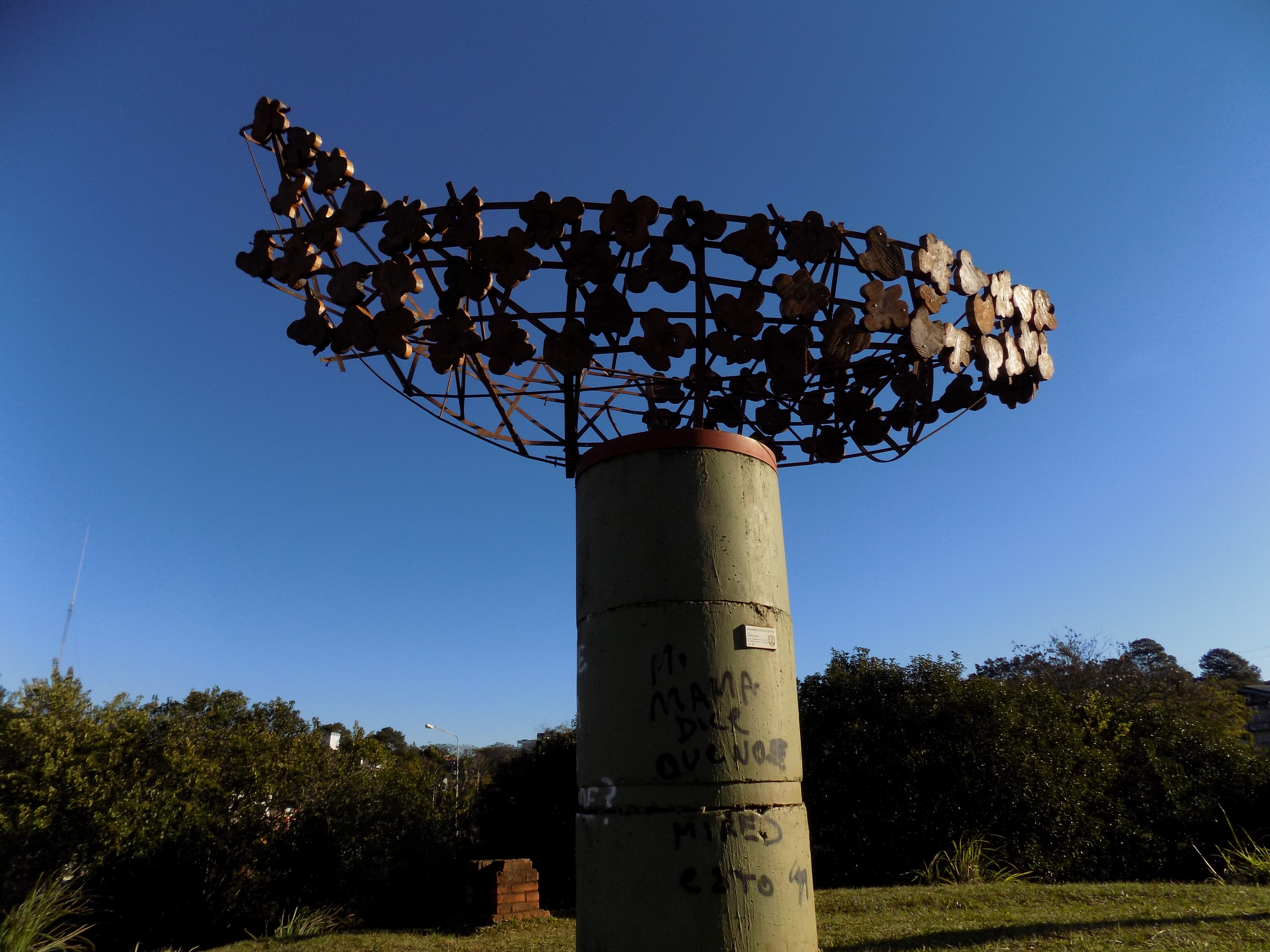
Obra realizada por Pedro Suñer, en el año 1987

2. Homenaje a don Eduardo Ramírez Chaqueche
3. Monumento al General don José de San Martín Escultura en conmemoración al bicentenario del nacimiento del General don José de San Martín, en Aristóbulo del ValleEscultura del municipio de Aristóbulo del Valle en homenaje a don Eduardo Ramírez ChaquecheObra realizada por Isabel López en el año 1990Obra realizada por Pradial Gutiérrez en el año 1987

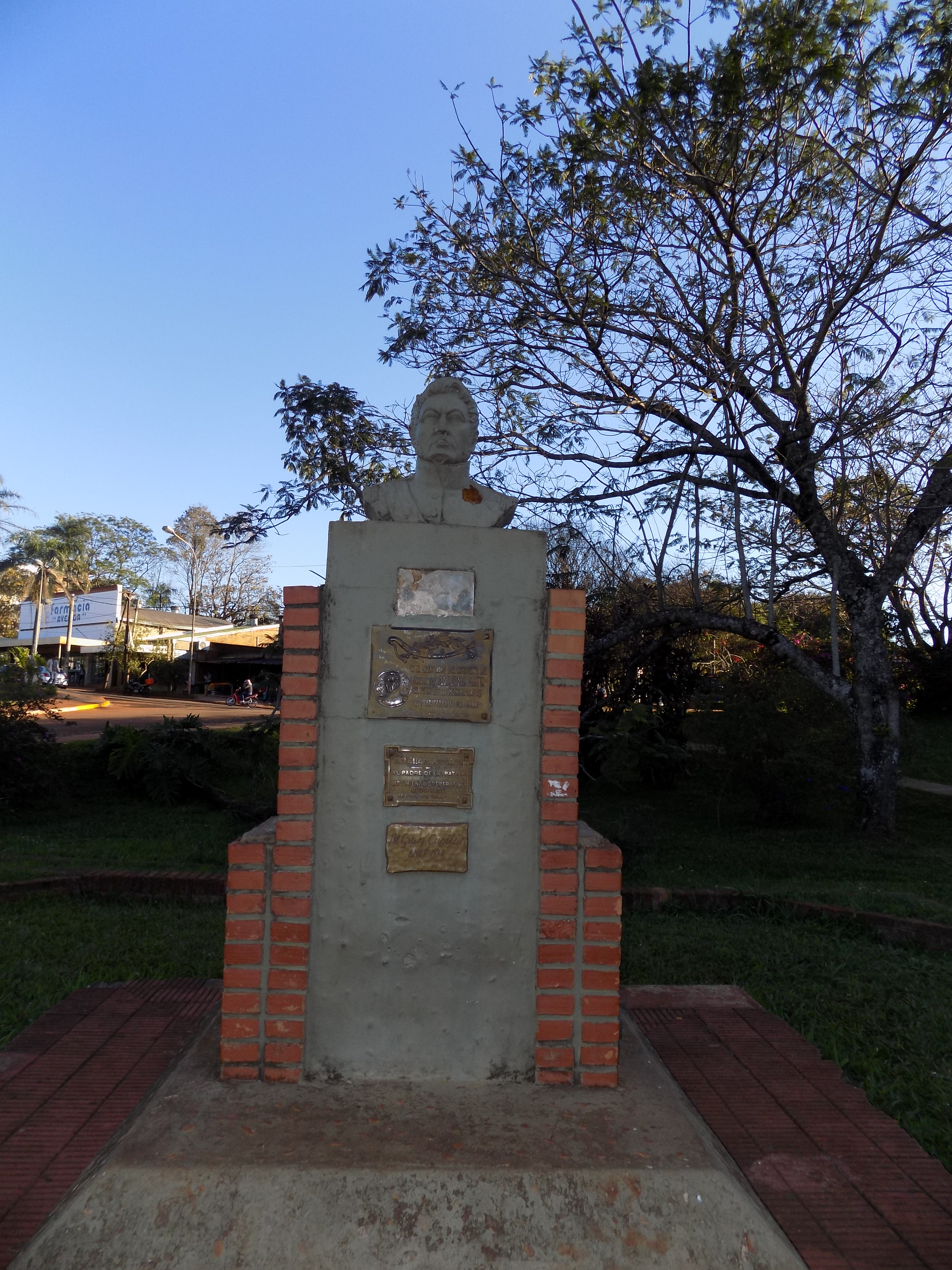
Escultura en conmemoración al bicentenario del nacimiento del General don José de San Martín, en Aristóbulo del Valle

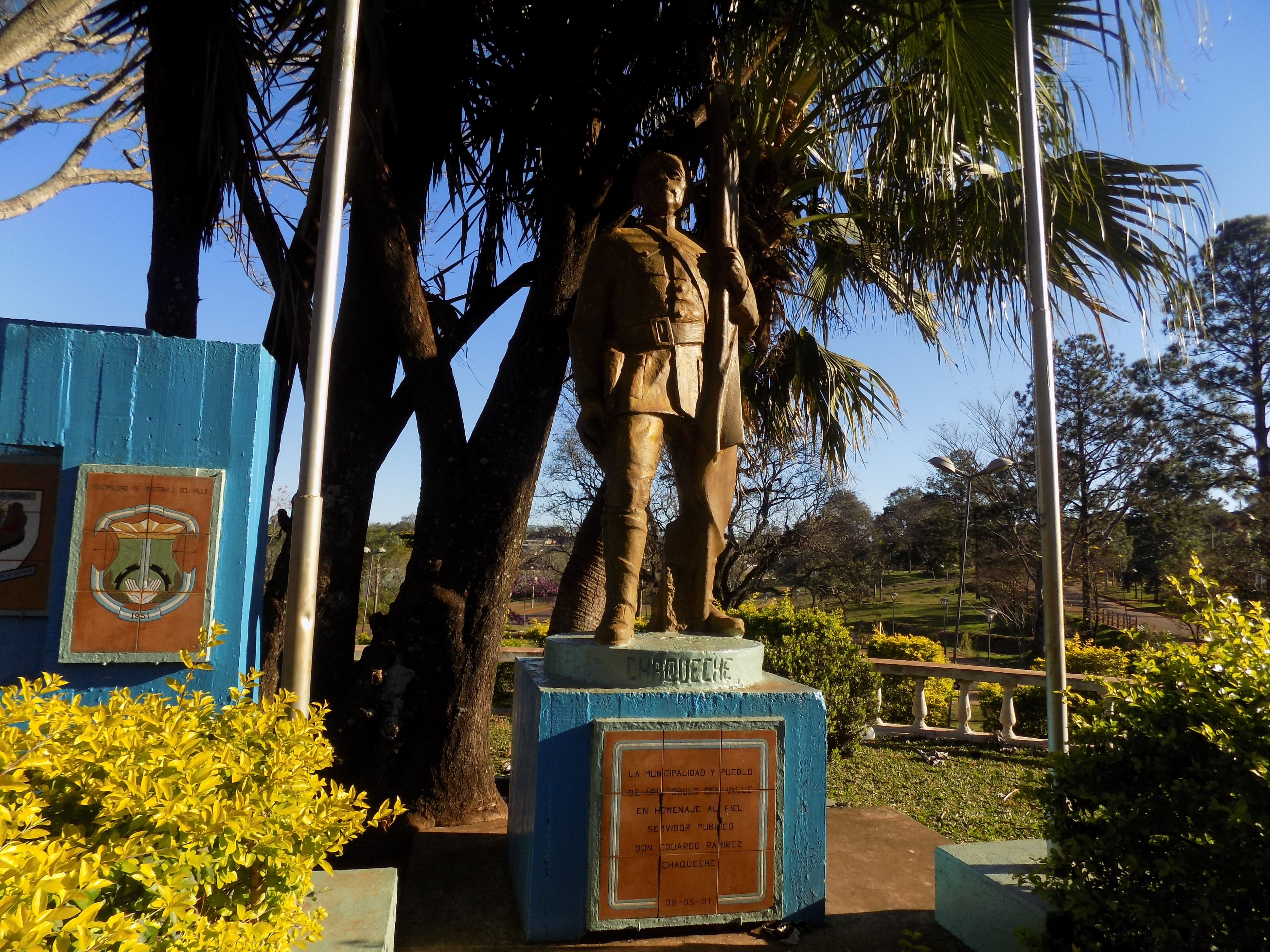
Escultura del municipio de Aristóbulo del Valle en homenaje a don Eduardo Ramírez Chaqueche

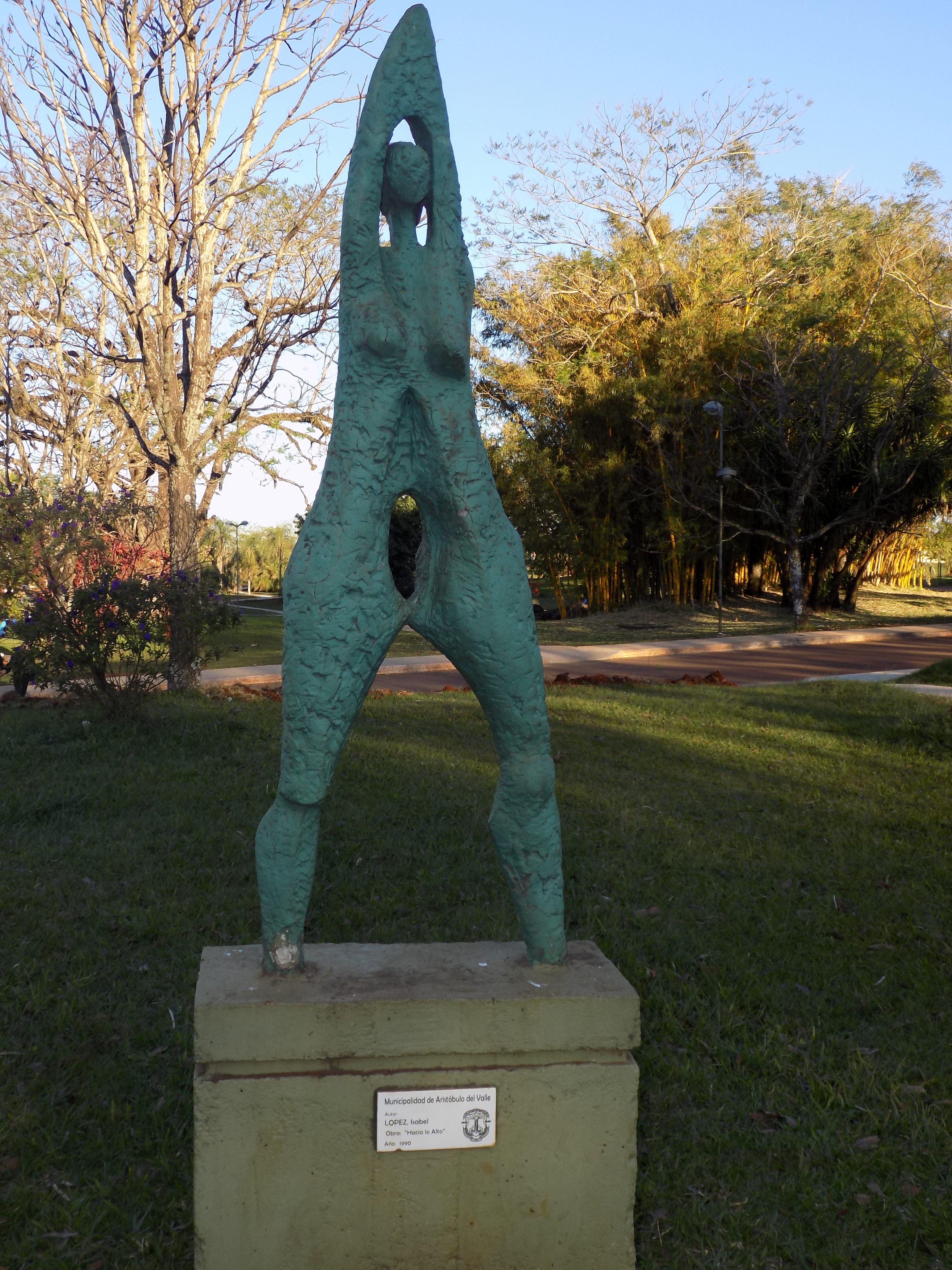
Obra realizada por Isabel López en el año 1990

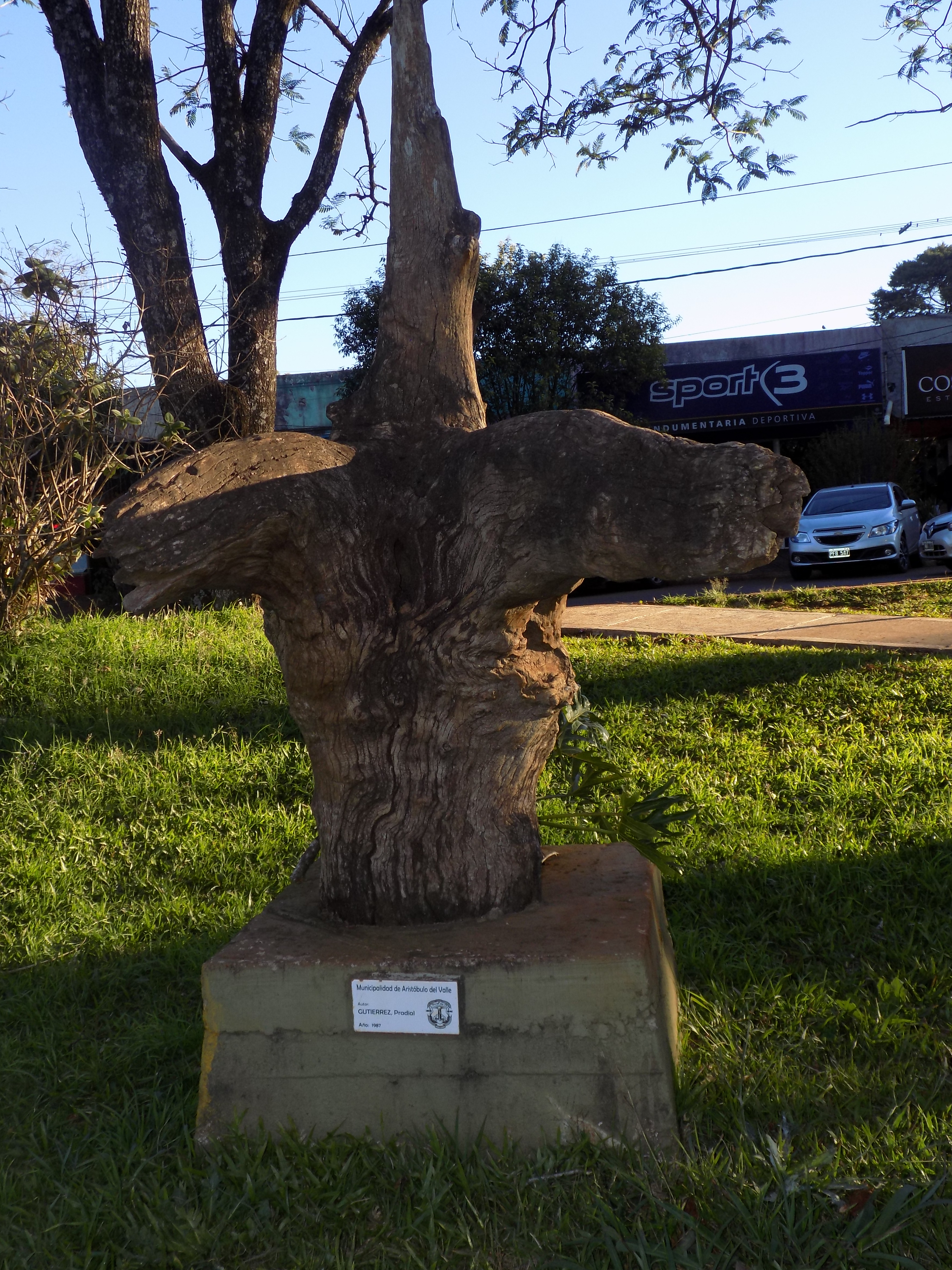
Obra realizada por Pradial Gutiérrez en el año 1987

## Esgrafiados
El entorno del Parque cuenta con murales hechos con la técnica del esgrafiado. Estos murales fueron realizados por alumnos secundarios de esta localidad para revalorizar el espacio urbano y reivindicar los atributos autóctonos de guaraníes, flora y fauna; los cuales se traslucen en íconos que los representan en el entramado significativo de guardas y diseños alegóricos en las inmediaciones del Parque y también en los frentes de algunos comercios. De este modo se completa una totalidad representativa de lo local, atravesando el Parque y el espacio urbano circundante, construyendo una idea más acabada de local mediante obras de arte duraderas y a la intemperie. 

Algunos esfrafiados son:
1. De árbol a árbol (el mayor de todos, ubicado en Plaza Libertad)
2. Extinción (exteriores de la Casa de la Historia y la Cultura del Bicentenario)

## Flora
En general, veremos que se hallan especies de:
1. ambay
2. cañafístula
3. timbó
4. pino Paraná
5. canela
6. cedro
7. ceibo
8. petiribí
9. lapacho amarillo
10. lapacho negro
11. palo borracho o Samohú
12. jacarandá o caroba
13. cancharana
14. anchico blanco
15. pindó
16. pico de loro
17. tacuara (bambúceas)
18. chivato
19. tecoma
20. paraíso
21. ombú
22. pitanga
23. palta
24. mango
25. higuera de la India o chapeu do sol
26. pino ellioti
27. eucalyptus
28. azalea
29. siempreverde

El parque ostenta en uno de sus tramos el llamado "Palmeratum" (Jardín Botánico de Palmeras), con más de 60 especies.

## Proyecciones
Desde el ejecutivo del municipio se pensó y se piensa seriamente extender su actual trazado unos 7 km más, hasta Villa Salto Encantado (el 2º núcleo urbano de Aristóbulo del Valle), el cual se proyecta al año 2017. Ello implicaría un gran salto local en el aprovechamiento del espacio verde como ámbito de recreación saludable y al alcance de toda la ciudadanía.